# Loxosceles belli
Loxosceles belli là một loài nhện trong họ Sicariidae.
Loài này thuộc chi Loxosceles. Loxosceles belli được miêu tả năm 1973 bởi Gertsch.